# 최평호
최평호(崔平浩, 1948년 12월 3일 ~ )은 대한민국의 정치인이다. 제43대 경남 고성군수이다. 2017년 4월 13일 공직선거법 위반 혐의로 대법원에서 벌금 150만원 형이 확정되어 당선무효되었다.

## 생애
1948년 경상남도 고성군 동해면에서 태어났다. 부산혜광고등학교, 창원전문대학(현 창원문성대학교) 행정과를 졸업하였다. 이후 경상남도청, 고성군청 등에서 공무원으로 근무하였다. 창녕군 부군수, 고성군 부군수 등을 지냈다. 2002년 제3회 전국동시지방선거에서 무소속으로 경상남도 고성군수 선거에 출마하였으나 한나라당 이학렬 후보에 밀려 낙선하였다. 2006년 제4회 전국동시지방선거에서 무소속으로 경상남도 고성군수 선거에 출마하였으나 한나라당 이학렬 후보에 밀려 낙선하였다. 전임자 하학열의 공직선거법 위반으로 치러진 2015년 재보궐선거에서 새누리당 후보로 경상남도 고성군수 선거에 출마하여 당선되었다. 그러나 본인 역시 공직선거법 위반으로 2017년 4월 군수직을 상실하였다.

## 학력
- 부산 혜광고등학교
- 1999 창원전문대학 행정과 졸업

## 경력
- 경상남도 고성군 고성읍 부읍장
- 1992 경상남도청 서무과
- 경상남도청 감사과
- 경상남도청 예산과 과장
- ~ 1994 경상남도 진해시청 총무과 과장
- 2001 경상남도 창녕군 부군수
- ~ 2002.2 경상남도 고성군 부군수
- 경상남도청 공보관
- 정림월드 대표이사
- 2015.10 ~ 2017.04 제43대 민선 6기 경상남도 고성군수(초선, 새누리당)

## 논란

### 공직선거법 위반 논란
재선거 당시 한 지인에게 당선되면 별정직 자리를 주겠다며 선거운동을 도와달라고 한 혐의(공직선거법 위반)으로 기소되었다. 지인은 최평호 군수의 당시 약속을 믿고 선거 운동을 함께했지만 취임 이후에도 약속이 이행되지 않자 증거물인 녹취록을 경찰에 넘긴 것으로 알려졌다. 1심에서 벌금 150만원이 선고되었으며 재판부는 검찰이 제기한 공직선거법상 이익 제공 약속, 사전선거운동 및 제3자에 의한 기부행위 등 공소 사실을 모두 유죄로 인정했으며 이익 제공을 약속받았다는 피의자들의 진술이 일관되고 구체적이라 신빙성이 있다고 판단했다. 재판부는 "선거의 공정성을 훼손하는 것으로 죄질이 가볍지 않다. 하지만 이익 제공 약속이 실제로 실행되지 않은 점 등을 참작해 형량을 결정했다"고 선고내용을 설명했다．이에 최평호 고성군수는 항소하였으나 항소심에서도 원심과 같은 벌금 150만원이 선고되었다. 부산고법 창원재판부 제1형사부(재판장 권순형 부장판사)는 17일 항소심 선고공판에서 최 군수의 항소에 대해 "1심 판결이 사실 오인이나 양형 부당으로 보기 힘들다"며 기각하고, 벌금 150만원이 선고된 원심 형량을 유지했다. 재판부는 "요직을 약속한 발언이 단순히 격려하기 위한 사회적 덕담이라는 최 군수 측의 주장을 받아들이기 힘들고 의지가 담긴 이익제공에 대한 약속에 해당한다"고 판단했으며 "최 군수의 죄질과 범행방법이 불량하고, 선거 후보자에 대한 유권자들의 합리적인 판단을 방해해 선거의 공정성을 해쳤다"고 양형 이유를 밝혔다.

## 역대 선거 결과
|  | 28.12% |

|  | 24.89% |

|  | 40.94% |